# Grupo Solpanamby
Grupo Solpanamby (estilizado como Grupo SOLPANAMBY, anteriormente conhecido como Organizações SolPanamby) é um grupo empresarial que atua nos segmentos de agronegócio, varejo e imobiliário. Estão no seu portfólio as empresas O'Coffee, Panamby, Octavio Café, DON Café, Panamby Incorp e a rede Shopping Centers Jaraguá.
Entre o final da década de 1970 e o ano de 2020, o grupo também atuou na comunicação, com os periódicos Jornal DCI, Jornal de Hoje, Diário do Povo, Diário Popular, as rádios NovaBrasil FM, Nova FM e Rádio Central, e as TV's TVB Campinas e TVB Litoral. No final de 2019, foi iniciado um processo de venda das empresas, concluído apenas em outubro de 2020 quando foi anunciado o nome do empresário Chaim Zaher como novo proprietário do braço de comunicação do grupo. Elas passaram a compor o Grupo Thathi de Comunicação em novembro.